# Сутріо
Сутріо (італ. Sutrio) — муніципалітет в Італії, у регіоні Фріулі-Венеція-Джулія,  провінція Удіне.
Сутріо розташоване на відстані близько 520 км на північ від Рима, 120 км на північний захід від Трієста, 55 км на північ від Удіне.
Населення — 1351 особа (2014).
Щорічний фестиваль відбувається 3 лютого. Покровитель — святий Власій.

## Демографія
Населення за роками:

Станом на 1 січня 2023 року в муніципалітеті офіційно проживало 17 іноземців з 10 країн, серед них 7 громадян країн Євросоюзу.

## Сусідні муніципалітети
- Арта-Терме
- Черчивенто
- Лауко
- Оваро
- Палуцца
- Равасклетто
- Цульйо